# Massimo Dorati
Massimo Dorati (Milano, 16 settembre 1953 – Milano, 17 dicembre 2012) è stato un cantautore e autore televisivo italiano. È celebre per aver anche scritto e interpretato le prime due sigle de I Cavalieri dello zodiaco.

## Biografia
Inizia a suonare pianoforte a cinque anni, spinto dal padre (che perde giovanissimo) e da un ambiente familiare a contatto con la musica. Si diploma al Conservatorio di Milano, ed inizia a muovere i primi passi componendo le musiche per i balletti moderni alla Scala di Milano. Viene scoperto da Vito Pallavicini (compositore di Azzurro con Paolo Conte, noto talent scout, tra gli altri, di Toto Cutugno), e a soli due esami dalla laurea in giurisprudenza, decide di abbandonare per entrare nel mondo della pubblicità.
La multinazionale Procter & Gamble lo assume per comporre un jingle per il caffè Splendid. Successivamente realizza numerosi altri jingle per il Tè Infré, Ice tea Lipton, il sapone Nivea e la loro crema solare, Bonciok, Standa, Idee golose Colussi, Dietorelle, Conturella e molte altre.

### Gli anni Odeon TV
Nel 1988 viene contattato da Odeon TV per realizzare alcune sigle, tra cui La mia amica sei tu e Slurp, sigla dell'omonimo programma per ragazzi. Inizia ad occuparsi anche dei promosoft, ovvero la promozione di rete e delle musiche istituzionali del network. Parallelamente inizia l'attività di autore di programmi televisivi tra cui Caffè Italia, Una notte all'Odeon, Telemeno, Kappa O, (con la Gialappa's Band), e Slurp, un contenitore per bambini con la regia di Guido Spagnaro.
Successivamente inizia a comporre le sigle dei cartoni animati sotto lo pseudonimo Odeon boys, componendo i testi e le musiche insieme ad altri artisti tra cui Erika Papa, Massimo Crespini, e Chicco Santulli, che era l'arrangiatore. Tra le sigle composte ci sono L'allegro mondo di Talpilandia, Il mio amico Guz, Go! Gorilla force, Minù, Robocop, Kate and Julie e I Cavalieri dello zodiaco.

### Gli anni Fininvest/Mediaset
Grazie al successo di quest'ultima, nel 1990 viene contattato da Alessandra Valeri Manera; Fininvest infatti, su spinta della Giochi Preziosi, aveva comprato i diritti per la seconda serie dell'anime che sarebbe stato trasmesso sul circuito Italia 7 (all'epoca sotto la gestione Fininvest), ed era in cerca di altre sigle per alcuni nuovi cartoni animati della rete: una nuova per I Cavalieri dello zodiaco (che venne intitolata Il ritorno dei Cavalieri dello zodiaco), una per Tommy la stella dei Giants e una per Rocky Joe, il campione.
Di queste sigle venne pubblicata solamente quella de ”Il ritorno dei Cavalieri dello zodiaco” sulla compilation Fivelandia 9 – Le più belle sigle originali dei tuoi amici in TV firmata col suo nome di battesimo. Era stato realizzato un provino per le Tartarughe Ninja, ma venne scartato.
In seguito diventa un apprezzato autore televisivo per numerosi programmi Mediaset tra cui Festivalbar, Karaoke, Buona Domenica, Scherzi a parte, La sai l'ultima?, Io canto e Colorado.
Muore improvvisamente all'età di 59 anni il 17 dicembre 2012; l'annuncio viene dato da Gerry Scotti attraverso il social network Twitter.

## Discografia solista

### Compilation
- 1991 – Fivelandia 9 – Le più belle sigle originali dei tuoi amici in TV (FM 13697, nei crediti, il brano Il ritorno dei Cavalieri dello Zodiaco viene erroneamente attribuito a Giampaolo Daldello. Il disco viene successivamente ristampato nel 2006 su etichetta Edel.)
- 2015 – Per sempre con te (Siglandia - SGL CD 002, Raccolta di sigle, jingle istituzionali, stacchetti E canzoni TV del periodo Fininvest - Mediaset)

### Singoli
- 2009 – I cavalieri dello Zodiaco (Banana Records – US101, CD single pubblicato come Massimo Dorati & gli Odeon Boys)
- 2015 – Tommy la stella dei Giants (Siglandia – SGL 45 038)
- 2015 – Che campione Rocky Joe (Siglandia – SGL 45 039)
- 2015 – Il ritorno dei cavalieri dello Zodiaco (Siglandia – SGL 45 040, vinile stampato in due versioni, nera e viola)

## Discografia come Odeon Boys

### Compilation
- 2014 – La mia amica sei tu (Siglandia - SGL CD 001, raccolta di sigle, jingle istituzionali, stacchetti e canzoni TV del periodo Odeon TV)

### Singoli
- 2013 – Il mio amico Guz / L'allegro mondo di Talpilandia (Siglandia – SGL 45 018)
- 2013 – Go Gorilla Force / Minù (Siglandia – SGL 45 020)
- 2013 – L'inno dei G.I. Joe / Robocop (Siglandia – SGL 45 021)
- 2013 – I cavalieri dello Zodiaco (Siglandia – SGL 45 022, vinile nero, bianco e grigio)
- 2014 – Kate and Julie / Lo scrigno magico (Siglandia – SGL 45 024)

## Composizioni

### Sigle per la televisione

#### Cartoni animati
- I Cavalieri dello zodiaco
- L'allegro mondo di Talpilandia
- Il mio amico Guz
- Kate and Julie
- Go! Gorilla Force
- RoboCop
- L'inno dei G.I. Joe
- La vita di un vitello (per Fantazoo, provino non utilizzato)
- Minù (canta Erika Papa)
- Che campione Rocky Joe
- Tommy la stella dei Giants
- Tartarughe Ninja (inedito scartato, inciso da Chicco Santulli, esiste anche una versione strumentale)
- Il ritorno dei Cavalieri dello zodiaco
- Lo scrigno magico  (in duetto con Erika Papa)
- La partenza di Mitamura (in duetto con Paola Tovaglia)
- Tartarughe al centro della Terra

#### Jingle istituzionali e Programmi tv Mediaset
- Buon Compleanno Canale 5 (inno per il decennale di Canale 5)
- Canale 5
- Canale 5 (Di Più)
- Canale 5 Natale
- Italia One (In Inglese)
- Italia One (In Italiano)
- Rete 4 Natale (Versione 1)
- Rete 4 Natale (Versione 2)
- Buon Natale Retequattro
- Festivalbar
- Le Belle
- Sior Paron
- Telemike (Versione 1)
- Telemike (Versione 2)
- Junior Sport
- Sblat
- Super D.U.T.

#### Jingle istituzionali e Programmi tv Odeon TV
- Odeon (Jingle 1987)
- Odeon (Jingle Programmi)
- Odeon (Sigla)
- La Mia Amica Sei Tu (Version 1)
- La Mia Amica Sei Tu (Version 2)
- Odeon Jingle (1988 - Long Version)
- Odeon Jingle (1988 - Short Version)
- Odeon Sport
- Io Sono Un Odeonista
- Kappa-ò
- Samba Odeon
- Sugar
- Telemeno
- Me L'ha Detto Kant
- Odeon (Jingle scartato)
- Telemeno Bridge

## Televisione

### Autore
- Caffè Italia
- Una notte all'Odeon
- Telemeno
- Kappa O
- Slurp
- Azzurro
- Festivalbar (due edizioni)
- I tre moschettieri
- Sabato al circo
- Il circo delle stelle
- Sei meno meno
- Karaoke (due edizioni)
- Il gioco dei nove
- Canzoni spericolate
- Perdonami
- Canzoni sotto l'albero (tre edizioni)
- Scherzi a parte
- La sai l'ultima?
- L'isola del tesoro
- Buona Domenica
- L'Odissea
- Gran Galà della musica (2 edizioni)
- Bellissima
- La febbre del venerdì sera
- Modamare a Capri
- La sai l'Ultima Vip
- Colorado
- Io canto
- Superboll